# Governo Fillon I

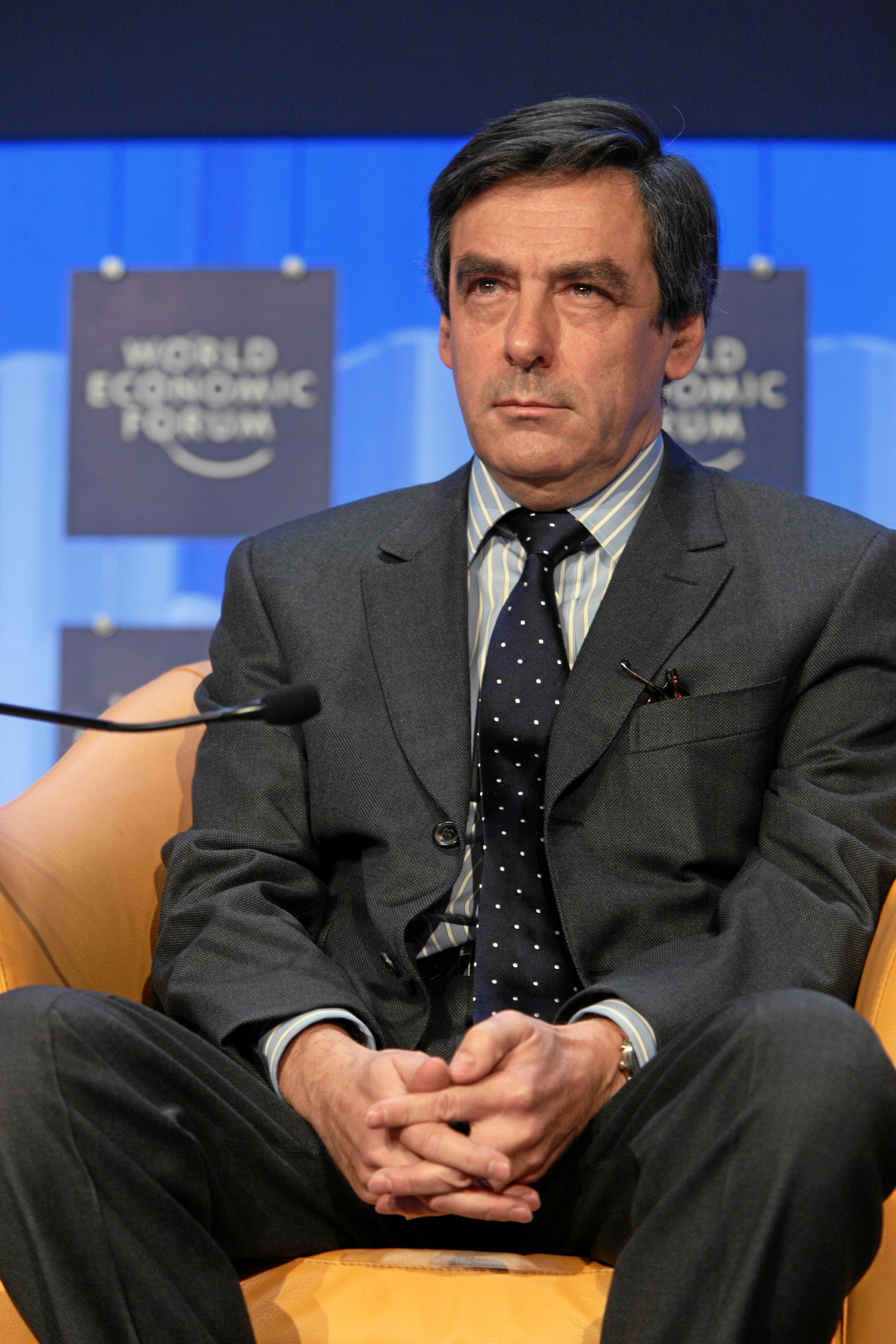
François Fillon

Il Governo Fillon I è stato il trentaduesimo governo della Quinta Repubblica francese e il primo del mandato del presidente Nicolas Sarkozy. È durato dal 17 maggio 2007, data alla quale ha sostituito il governo de Villepin, al 18 giugno 2007, data alla quale fu sostituito dal governo Fillon II.
François Fillon è stato nominato Primo ministro francese il 17 maggio 2007 dal Presidente della Repubblica Nicolas Sarkozy, che si era insediato all'Eliseo il giorno precedente. La formazione del governo è stata annunciata il 18 maggio 2007. 
Come da tradizione, il governo si è dimesso il 18 giugno 2007, all'indomani delle elezioni legislative e il Presidente Sarkozy ha riconfermato François Fillon riconferendogli l'incarico di formare un nuovo governo.

## Formazione del governo
- François Fillon - Primo ministro

### Ministri
- Alain Juppé - Ministro dello Stato, dell'Ecologia, dello Sviluppo Sostenibile e della Pianificazione
- Jean-Louis Borloo - Ministro dell'Economia, delle Finanze e dell'Industria
- Michèle Alliot-Marie - Ministro degli Interni e dei Territori d'Oltremare
- Bernard Kouchner - Ministri degli Affari esteri ed europei
- Brice Hortefeux - Ministro dell'Immigrazione, dell'Integrazione, dell'Identità Nazionale e dello Sviluppo
- Rachida Dati - Ministro della Giustizia
- Xavier Bertrand - Ministro del Lavoro, delle Relazioni Sociali e della Solidarietà
- Xavier Darcos - Ministro dell'Educazione Nazionale
- Valérie Pécresse - Ministro dell'Università e della Ricerca
- Hervé Morin - Ministro della Difesa
- Roselyne Bachelot-Narquin - Ministro della Salute, degli Affari Giovanili e dello Sport
- Christine Boutin - Ministro per l'Abitazione
- Christine Lagarde - Ministro dell'Agricoltura e della Pesca
- Christine Albanel - Ministro della Cultura e della Comunicazione - Portavoce del governo
- Éric Woerth - Ministro del Budget

### Segretari di Stato
- Roger Karoutchi - Segretario di Stato per le Relazioni Parlamentari (con Fillon)
- Éric Besson - Segretario di Stato per la Prospettiva Economica e per la Valutazione delle Politiche Pubbliche (con Fillon)
- Dominique Bussereau - Segretario di Stato per i Trasporti (con Juppé)
- Jean-Pierre Jouyet - Segretario di Stato per gli Affar europei (con Kouchner)

### Alto commissario
- Martin Hirsch - Alto commissario per le solidarietà attive contro la povertà